# Paul Baran
Paul Baran (tên khai sinh là Pesach Baran /ˈbærən/; 29 tháng 4 năm 1926 - 26 tháng 3 năm 2011) là một kỹ sư người Mỹ gốc Ba Lan, người tiên phong trong việc phát triển mạng máy tính. Ông là một trong hai nhà phát minh độc lập về chuyển mạch gói, ngày nay là cơ sở chính cho truyền thông dữ liệu trong mạng máy tính trên toàn thế giới, và đã thành lập một số công ty và phát triển các công nghệ khác là một phần thiết yếu của truyền thông kỹ thuật số hiện đại.

## Đời sống
Ông sinh ra tại Grodno (khi đó là Cộng hòa Ba Lan thứ hai, kể từ năm 1945 là một phần của Belarus) vào ngày 29 tháng 4 năm 1926. Ông là con út trong một gia đình Do Thái có ba người con, với tên Yiddish là "Pesach". Gia đình ông chuyển đến Hoa Kỳ vào ngày 11 tháng 5 năm 1928, định cư ở Boston và sau đó ở Philadelphia, nơi cha ông, Morris "Moshe" Baran (1884-1979), mở một cửa hàng tạp hóa. Ông tốt nghiệp Đại học Drexel (sau đó gọi là Học viện Công nghệ Drexel) vào năm 1949, với bằng kỹ sư điện. Sau đó, ông gia nhập Công ty Máy tính Eckert-Mauchly, nơi ông thực hiện công việc kỹ thuật trên các mẫu UNIVAC, nhãn hiệu máy tính thương mại đầu tiên ở Hoa Kỳ. Năm 1955, ông kết hôn với Evelyn Murphy, chuyển đến Los Angeles và làm việc cho Hughes Aircraft về hệ thống xử lý dữ liệu radar. Ông lấy bằng thạc sĩ kỹ thuật tại UCLA năm 1959, với cố vấn Gerald Estrin trong khi tham gia các lớp học ban đêm. Luận án của ông là về nhận dạng ký tự. [3] Trong khi Baran ban đầu ở lại UCLA để theo đuổi bằng tiến sĩ, lịch trình làm việc và đi lại dày đặc đã buộc anh phải từ bỏ công việc tiến sĩ của mình.